# Кудрна, Ладислав
Ладислав Кудрна (чеш. Ladislav Kudrna; 10 января 1977, Градец-Кралове, Чехия) — чешский профессиональный хоккеист.

## Биография
Ладислав Кудрна — воспитанник хоккейного клуба «Градец-Кралове». В 16 лет дебютировал в профессиональном хоккее. В 1995 году Ладислав перешёл в пражскую «Славию». До 2002 года выступал в высшей чешской лиге, защищая цвета «Славии», а затем йиглавской «Дуклы» и «Орли Зноймо». После 2002 года играл за различные клубы Великобритании, также провёл по одному сезону во французском и румынском чемпионатах. С 2011 по 2013 год являлся свободным агентом. Сезон 2013/14 провёл в клубе четвёртого чешского дивизиона, после чего завершил карьеру хоккеиста.